# Pitcairnia azouryi
Pitcairnia azouryi är en gräsväxtart som beskrevs av Gustavo Martinelli och Rafaela Campostrini Forzza. Pitcairnia azouryi ingår i släktet Pitcairnia och familjen Bromeliaceae. Inga underarter finns listade i Catalogue of Life.